# Odontostilbe dierythrura
Odontostilbe dierythrura är en fiskart som beskrevs av Fowler, 1940. Odontostilbe dierythrura ingår i släktet Odontostilbe och familjen Characidae. Inga underarter finns listade i Catalogue of Life.